# Pierre-Narcisse Guérin
Pierre-Narcisse Guérin, född den 13 mars 1774, död den 16 juli 1833, var en fransk målare och litograf.
På salongen 1799 gjorde hans Marcus Sextus hemkomst (på Louvren) succé på grund av den politiska hänsyftningen. Guérins målningar följde klassicistiska lärorna i den mjukare regnaultska formen. I några fall, såsom målningen Aurora (1810 på Louvren) visar de svagt romantiska drag.